# مزوتریون
مزوتریون (به انگلیسی: Mesotrione) یک ترکیب شیمیایی با شناسه پاب‌کم ۱۷۵۹۶۷ است.